# Réservoir de Kiev
Le réservoir de Kiev (en ukrainien : Київське водосховище, Kyïvs'ke vodoskhovychtche) est un lac de barrage sur le Dniepr, en Ukraine.

## Présentation

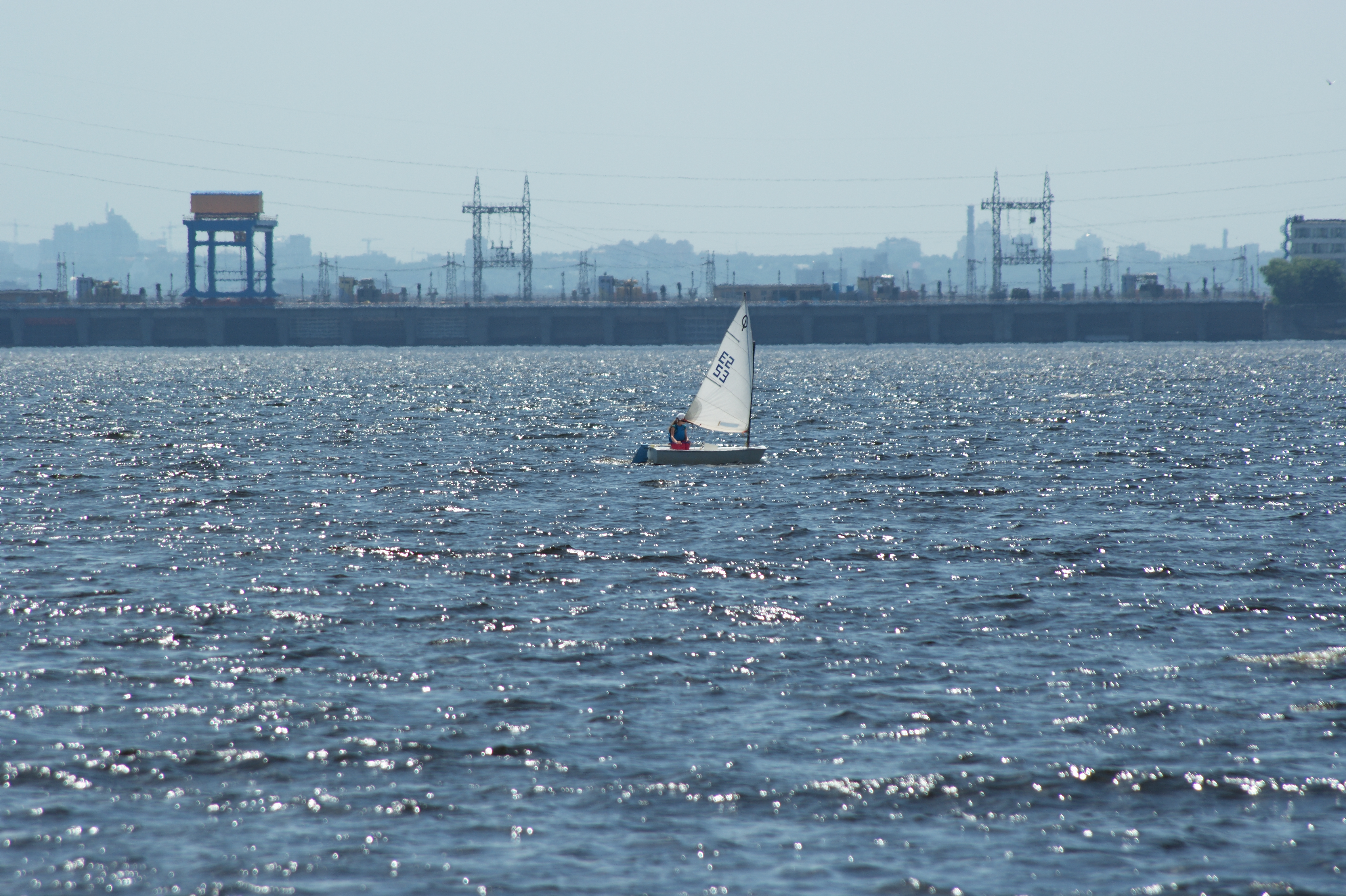

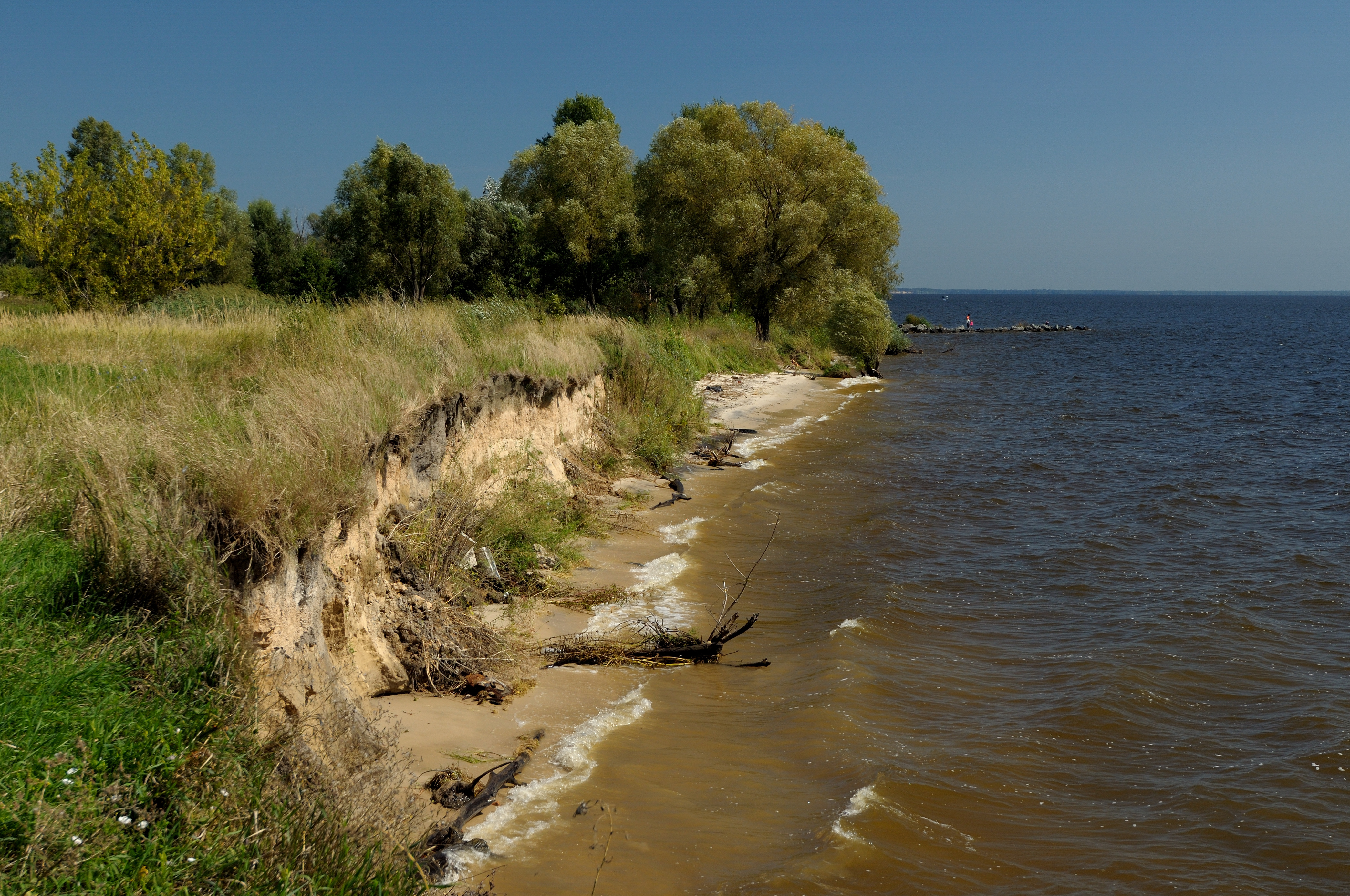

Nommé d'après la ville de Kiev, qui se trouve en aval, il couvre une superficie totale de 922 km2, dans l'oblast de Kiev. Le réservoir a été formé en 1960-1966 par la construction de la centrale hydroélectrique de Kiev, situé à Vychhorod. Le réservoir est principalement utilisé pour la production d'électricité et pour répondre aux besoins en eau de l'industrie, des villes et de l'agriculture.
Le réservoir a 110 km de longueur, 12 km de largeur et une profondeur de quatre à huit mètres. Son volume d'eau est de 3,7 km3, et son volume utile de 1,2 km3. Avec les réservoirs de Kakhovka, du Dniepr, de Dniprodzerjynsk, de Krementchouk et de Kaniv, le réservoir de Kiev a fait du Dniepr une importante voie navigable.
Cependant, sa construction a également provoqué d'importants problèmes environnementaux tels que la diminution de la vitesse d'écoulement d'eau, qui réduit l'oxygénation et a un résultat négatif sur l'équilibre de la vie aquatique[réf. nécessaire]. Par ailleurs, au cours de sa construction, des villages ont été submergés, dont celui de Teremtsi. Les habitants du village réussirent à convaincre les autorités soviétiques de les autoriser à rester sur place et ne furent évacués qu'en 1986.
Le réservoir de Kiev se trouve en aval de la centrale nucléaire de Tchernobyl, située près de la ville de Pripiat.